# ホッスー・カティンカ
ホッスー・カティンカ（Hosszú Katinka, 1989年5月3日 - ）は、ハンガリーの元競泳選手。
2016年現在、女子競泳界において最も優れた万能型スイマーの一人と考えられており、「鉄の女（英語: Iron Lady）」のニックネームで呼ばれている。ヴァシャシュSC所属。

## 経歴
ハンガリー南部のバラニャ県ペーチ出身。幼い頃に水泳を始めると13歳まで祖父から指導を受け、15歳の時にアテネオリンピックに出場した。高校卒業後、南カリフォルニア大学に水泳留学するためアメリカ合衆国へ移住し、大学では心理学を専攻した。
2012年のロンドンオリンピックでは成績不振に終わり引退を考えたが、後に夫となるシェーン・テュサップの指導を受けることになった。これ以来ホッスーは各種大会で好成績を残し、女子水泳界の有力選手の一人と考えられるようになった。
2013年世界水泳選手権バルセロナでは200m個人メドレーと400m個人メドレーで金メダルを獲得し、200mバタフライでも銅メダルを獲得した。
2015年世界水泳選手権カザンでは200m個人メドレーと400m個人メドレーで2大会連続の金メダルを獲得、更に200m背泳ぎでも銅メダルを獲得した。
2016年のリオデジャネイロオリンピック競泳競技では200m個人メドレー、400m個人メドレーと100m背泳ぎの3種目で金メダルを、200m背泳ぎで銀メダルの合計4個のメダルを獲得した。なお、400m個人メドレーは世界新記録での優勝となった。ホッスーも200m背泳ぎでオリンピック記録と並ぶ4個目の金メダル獲得を狙ったが、アメリカのマヤ・ディラードに敗れ銀メダルとなった。
2017年7月4日、国際水泳連盟（FINA）は水泳選手を無視しているとして非難し、「世界プロスイマー協会」（GAPS）とする選手会を発足させたと発表した。メンバーにはホッスーをはじめ、萩野公介、スウェーデンのサラ・ショーストレム、米国のケイティ・マイリ、コナー・ドワイヤーら五輪金メダリスト14人を含む30人が名を連ねている。
「私たちは水泳選手が対等なパートナーとして扱われることを期待します。私たちは（FINAの上層部が）テーブルについて私たちと交渉し始めることを期待します。私たちは彼らがプロ水泳選手の声に耳を傾けることを期待します。私たちは私たちの競技の未来に関わる重要な決定において意見する機会を持つことを期待します。」と表明した。
また、ホッスーは先々週に自身のフェイスブック上で、水泳選手の商業活動を制限し「破滅的なルールを作った」としてFINAを批判していた。FINAの新規制で選手がワールドカップでの出場競技数が制限されたことにホッスーは怒りの声を上げ、全てにおいて優秀な生徒が「他の生徒に迷惑はかけていないのに」教科課程外の活動を教師に制限されることとして非難した。母国ハンガリーのブダペストは2年に1度開催される第17回2017年世界水泳選手権の開幕を目前に、ホッスーはFINAが「カオスに陥っている」と非難している。
2017年世界水泳選手権ブダペストでは200m個人メドレーと400m個人メドレーで女子初の3大会連続の金メダルを獲得、更に200m背泳ぎでは銀メダル、200mバタフライでは銅メダルの合計4個のメダルを獲得した。